# 国立人類学歴史研究所
国立人類学歴史研究所（こくりつじんるいがくれきしけんきゅうじょ、スペイン語: Instituto Nacional de Antropología e Historia, INAH）は、メキシコの考古学的、人類学的、歴史学的、古生物学的な遺産を調査、保存、普及することを目的とする連邦政府の機関。本部はメキシコシティのクアウテモク区フアレス地区にある。

## 概要
ラサロ・カルデナス大統領時代の1939年2月3日に設立され、アルフォンソ・カソが初代の所長をつとめた。
2020年現在、国内に7つの連携機関と31の地方センターを持ち、5万3千の考古学遺跡エリア、16世紀から19世紀までの11万以上の歴史的モニュメントが登録されている。162館の博物館のネットワークも担当している。また人類学・博物館学の教育施設を持つ。附属する国立人類学歴史図書館はメキシコ最大の歴史・人類学出版物のコレクションを所蔵している。各種出版物のほか、録音や録画を公開している。
2020年4月、政府は国立人類学歴史研究所の予算の75%にあたる7億ペソをカットしようとし、これに対してアステカやマヤなどの貴重な文化遺産の保存が困難になるとして6000人以上の学者が取り消しの嘆願書をロペス・オブラドール大統領に送った。